# Абрамовиц, Мозес
Мозес Абрамовиц (англ. Moses Abramovitz; 1 января 1912, Бруклин, штат Нью-Йорк — 1 декабря 2000, Станфорд, шт. Калифорния) — американский экономист.
Преподавал в Стэнфордском университете (1949-74). Президент Американской экономической ассоциации (1980). Член Академии деи Линчеи (1991). Супруга экономиста — Кэрри Абрамовиц — известный скульптор и художница.

## Биография
Закончил Гарвардский университет с получением степени бакалавра в 1932 году, защитил докторскую диссертацию по экономике в Колумбийском университете в 1939 году.
В 1945—1946 годах работал экономическим советником представительства США в Союзной комиссии по репарациям.
С 1949 года — преподаватель Стэнфордского университета.
В 1962—1963 годах работал в качестве экономического советника Генерального секретаря ОЭСР в Париже.
В 1985 году получил титул почётного доктора Университета Уппсала в Швеции, в 1992 году в Университете Анкона в Италии. В 1992 году стал членом престижной Академии деи Линчеи в Риме.
Умер 1 декабря 2000 года в больнице Стэнфордского университета.

## Основные труды
- «Теория цены в изменяющейся экономике» (Price Theory for a Changing Economy, 1939);
- «Природа и значение циклов Кузнеца» (The Nature and Significance of Kuznets Cycles, 1961);
- «Мысли об экономическом росте и другие эссе» (Thinking About Growth and Other Essays, 1989).